# 江北橋
江北橋（こうほくばし）は、東京都足立区の荒川（荒川放水路）に架かる東京都道501号王子金町市川線（江北橋通り）の橋である。左岸（北側）は足立区江北、右岸（南側）は足立区宮城の区域に跨る。

## 概要
荒川の河口から16.8 kmの地点に架かる橋長449メートル、幅員15メートル（車道11メートル）、最大支間長90メートルの下路式アーチ橋の一種である鋼カンチレバーランガー桁を持つ10径間の単純活荷重合成プレートガーダー橋（鋼鈑桁橋）である。歩道は2メートルで上流側下流側共に設置されている。縦断勾配は250分の1（0.4パーセント）でパラボラ（放物線）状になっている。また、右岸側アプローチは単純鋼鈑桁橋の高架橋に接続されている。橋の管理者は東京都である。また、災害時に防災拠点等に緊急輸送を行なうための、東京都の一般緊急輸送道路に指定されている。
橋名は足立区内旧村名にちなむ。橋には珍しく欄干に蛍光灯による高欄照明が付けられている。欄干に衝突する交通事故が多発したために、夜間の視認性を上げ交通事故を防止するために設置された物である。また、王40系統・東43系統はじめ都バスの走行経路となっている橋でもある。橋は左岸側のアプローチ区間のみ自転車の車道走行が禁止されており、その旨を示す道路標識もその入口に設置されている。

### 諸元
- 構造形式
  - 上部工 - 鋼ゲルバー（カンチレバー）式ランガー桁・単純活荷重合成桁[4]。
  - 下部工 - 井筒基礎（主径間）・コンクリート杭基礎（側径間）
- 橋長 - 449メートル[注釈 1]
- 幅員 - 15メートル（車道11メートル、歩道2メートル × 2）
- 最大支間長 - 90メートル
- 径間割 - 37.875 m + 38.250 m + 38.250 m + 38.250 m + （44.000 m + 90.000 m + 44.000 m） + 39.250 m + 39.250 m + 38.875 m
  - ゲルバーヒンジを除く各桁の間に長さ0.75メートル、桁と橋台の間に長さ0.5メートルの伸縮継手（フィンガージョイント）がある。
- 開通 - 1966年（昭和41年）6月21日[7][8]

## 歴史

### 1923年の橋
橋は荒川改修付帯事業として1923年（大正12年）4月21日に木製およびRC（鉄筋コンクリート）製の橋脚を持つ木桁橋として開通した。橋長434.5メートル、幅員5.4メートル。架橋場所は蛇行する隅田川の流路形状から俗に「天狗の鼻」と呼ばれていた場所の丁度先端に位置していた。
直後の9月1日の関東大震災で損傷したために、1925年（大正14年）5月に同じ形式の橋に架け替えられている。橋長441.5メートル、幅員7.2メートル。橋面は床版上にコンクリートが敷かれていた。この橋は1959年（昭和34年）7月10日、橋の中央部の橋桁3本を焼く火災を起こしていた。木造橋なので老朽化が早く、昭和20年度から昭和34年度にかけて4646万4千円を掛けて橋の橋脚根固や桁・床版の一部交換をする修繕が実施され、その後も翌年度に工事費600万円を掛けて桁の取換工事が実施された。1959年（昭和34年）9月9日の交通状況の調査によると、橋の利用は橋長の関係で自転車の利用が最も多く、その台数は6002台を数え、他は徒歩が405人、荷車牛馬車が70台、原付・自動二輪車が2825台、乗用車が1081台、乗合自動車498台、貨物自動車が5471台、特殊自動車が134台であった。

### 1966年の橋
現在の橋は、約300メートル下流に架け替えられたもので、東京オリンピックの工事の影響もあって工事が遅れ、着工から5年半の時間を要したが、1966年（昭和41年）6月21日開通した。総工費は約11億8520万円が投じられた。
ランガー桁はベント工で桁を支持しながらキャリアクレーンを用いて架設された。
開通式は都区共催で同日地元の人80名が参加する中挙行され、鈴木俊一東京都副知事によるテープカットが執り行われた後渡り初めが行なわれ、同日14時から橋の一般供用が開始された。開通後は川上の旧橋は全面閉鎖され、解体撤去された。ただし、取り付け道路は橋の両詰は民家が密集していて用地買収が遅れたため、左岸側がまだ未完成で、1967年（昭和42年）においてもその計画は具体化されていなかった。

## 周辺
戦後頃まで五色桜の名所である国指定名勝の荒川堤が付近にあった。ワシントンに桜が植樹されて100年目を節目に区はその復活・整備事業を行っている。
- 荒川江北橋緑地 - 河川敷に所在[21]
- 宮城公園
- 浄土宗性翁寺
- 真言宗恵明寺
- 真言宗地蔵院
- 足立区立宮城小学校
- 足立区立扇小学校
- 宮城コミュニティ図書館
- 江北ジャンクション
- 豊島橋 - 隅田川の橋
- 荒川サイクリングロード

## 路線バス
- 都営バス
  - 王40　池袋駅東口 - 王子駅 - 豊島五丁目団地 - 西新井駅
  - 王40出入　北車庫 - 王子駅 - 豊島五丁目団地 - 西新井駅
  - 東43　荒川土手 - 田端駅 - 駒込病院 - 御茶ノ水駅 - 東京駅丸の内北口
  - 東43　江北駅 - 荒川土手 - 田端駅 - 駒込病院

## 隣の橋
- 荒川

（上流） - 鹿浜橋 - 五色桜大橋 - 江北橋 - 扇大橋 - 荒川橋梁 - （下流）